# Porcieu-Amblagnieu
Porcieu-Amblagnieu est une commune française située dans le département de l'Isère en région Auvergne-Rhône-Alpes.
Autrefois paroisse rattachée à l'ancienne province royale du Dauphiné, la commune fut d'abord adhérente à la communauté de communes du Pays des Couleurs, avant de rejoindre, à la suite de la fusion de plusieurs intercommunalités, la communauté de communes Les Balcons du Dauphiné en 2017.

## Géographie

### Localisation
Situé dans le canton de Morestel, dans le Nord-Isère, la commune occupe une superficie de 1 580 hectares, bordée à l'est par le Rhône qui la sépare du département de l'Ain.
L'altitude sur le territoire de la commune varie de 201 m en bord du Rhône, au lieu-dit de l'Isle de la Serre, à 396 m à la ferme de l'Aunou.

### Communes limitrophes
| Vertrieu  | Sault-Brenaz (Ain) |                 |
| Parmilieu | Porcieu-Amblagnieu | Villebois (Ain) |
| Charette  | Montalieu-Vercieu  |                 |

### Climat
Pour des articles plus généraux, voir Climat d'Auvergne-Rhône-Alpes et Climat de l'Isère.
En 2010, le climat de la commune est de type climat des marges montargnardes, selon une étude du Centre national de la recherche scientifique s'appuyant sur une série de données couvrant la période 1971-2000. En 2020, Météo-France publie une typologie des climats de la France métropolitaine dans laquelle la commune est exposée à un climat de montagne ou de marges de montagne et est dans une zone de transition entre les régions climatiques « Bourgogne, vallée de la Saône » et « Jura ». 
Pour la période 1971-2000, la température annuelle moyenne est de 11,5 °C, avec une amplitude thermique annuelle de 18 °C. Le cumul annuel moyen de précipitations est de 1 113 mm, avec 10,5 jours de précipitations en janvier et 7,5 jours en juillet. Pour la période 1991-2020, la température moyenne annuelle observée sur la station météorologique de Météo-France la plus proche, « Bénonces », sur la commune de Bénonces à 6 km à vol d'oiseau, est de 8,2 °C et le cumul annuel moyen de précipitations est de 1 723,5 mm,. Pour l'avenir, les paramètres climatiques de la commune estimés pour 2050 selon différents scénarios d'émission de gaz à effet de serre sont consultables sur un site dédié publié par Météo-France en novembre 2022.

### Hydrographie

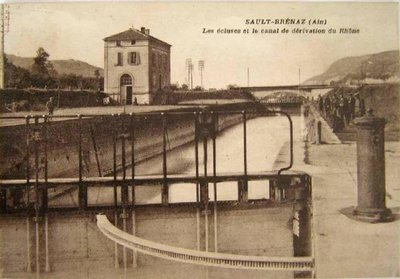
Le barrage de Sault-Brénaz.

La commune est limitée à l'est par le fleuve Rhône et comprend l'île de la Serre, formée entre deux de ses bras
L'aménagement de Sault-Brénaz jouxte la commune. Réalisé en 1986 et géré par la Compagnie nationale du Rhône, il comprend barrage de retenue et une usine hydroélectrique et remplace des ouvrages plus anciens.

## Urbanisme

### Typologie
Au 1er janvier 2024, Porcieu-Amblagnieu est catégorisée bourg rural, selon la nouvelle grille communale de densité à sept niveaux définie par l'Insee en 2022.
Elle appartient à l'unité urbaine de Montalieu-Vercieu, une agglomération intra-départementale regroupant deux  communes, dont elle est une commune de la banlieue,,. La commune est en outre hors attraction des villes,.

### Occupation des sols
L'occupation des sols de la commune, telle qu'elle ressort de la base de données européenne d’occupation biophysique des sols Corine Land Cover (CLC), est marquée par l'importance des territoires agricoles (50,6 % en 2018), une proportion sensiblement équivalente à celle de 1990 (51 %). La répartition détaillée en 2018 est la suivante : 
forêts (29,7 %), zones agricoles hétérogènes (21,8 %), terres arables (17,2 %), prairies (11,6 %), zones urbanisées (9,6 %), espaces verts artificialisés, non agricoles (3,4 %), zones industrielles ou commerciales et réseaux de communication (3,3 %), eaux continentales (2,4 %), mines, décharges et chantiers (0,9 %). L'évolution de l’occupation des sols de la commune et de ses infrastructures peut être observée sur les différentes représentations cartographiques du territoire : la carte de Cassini (XVIIIe siècle), la carte d'état-major (1820-1866) et les cartes ou photos aériennes de l'IGN pour la période actuelle (1950 à aujourd'hui).

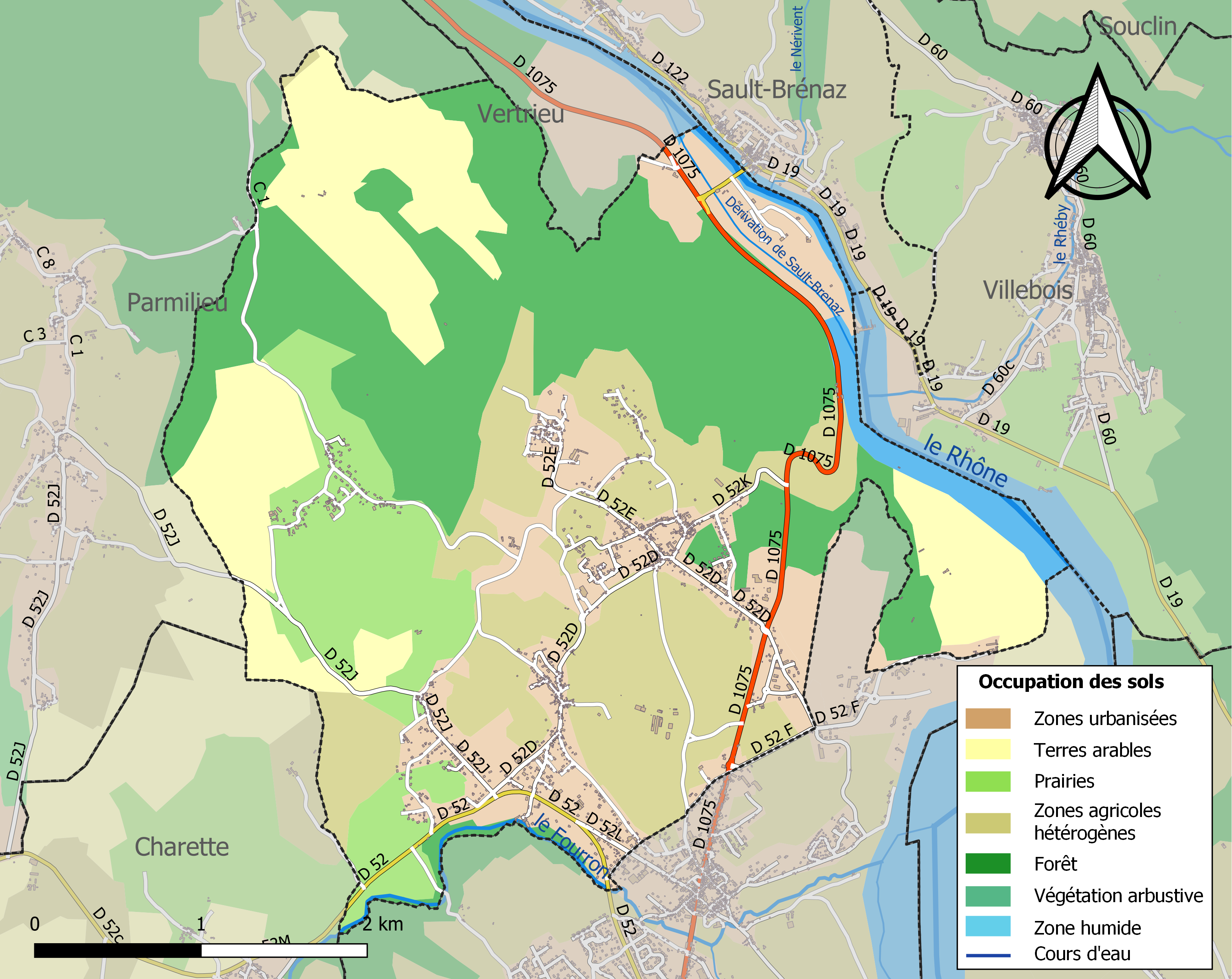
Carte des infrastructures et de l'occupation des sols de la commune en 2018 (CLC).

### Hameaux et écarts
L'habitat est très dispersé, se regroupant sur 12 hameaux différents : Amblagnieu, Les Buissières, Conilieu, Cornolay (et la Crèche), Chambou, Disimieu, Fontaine Blanche, Marieu, Porcieu, Tabouret, Turnoud et Vassieu.

### Voies de communication et transports
Le territoire communal est traversé par l'ancienne route nationale 75, déclassée en RD 1075 et qui permet de relier Bourg-en-Bresse à Sisteron par Voiron et Grenoble. Le pont de Sault-Brénaz permet de relier la RD1075 depuis la commune au département de l'Ain.

### Risques naturels et technologiques

#### Risques sismiques
L'ensemble du territoire de la commune de Porcieu-Amblagnieu est situé en zone de sismicité n°3, comme la plupart des communes de son secteur géographique.
| Type de zone | Niveau            | Définitions (bâtiment à risque normal) |
| ------------ | ----------------- | -------------------------------------- |
| Zone 3       | Sismicité modérée | accélération = 1,1 m/s2                |

## Histoire

### Préhistoire et Antiquité

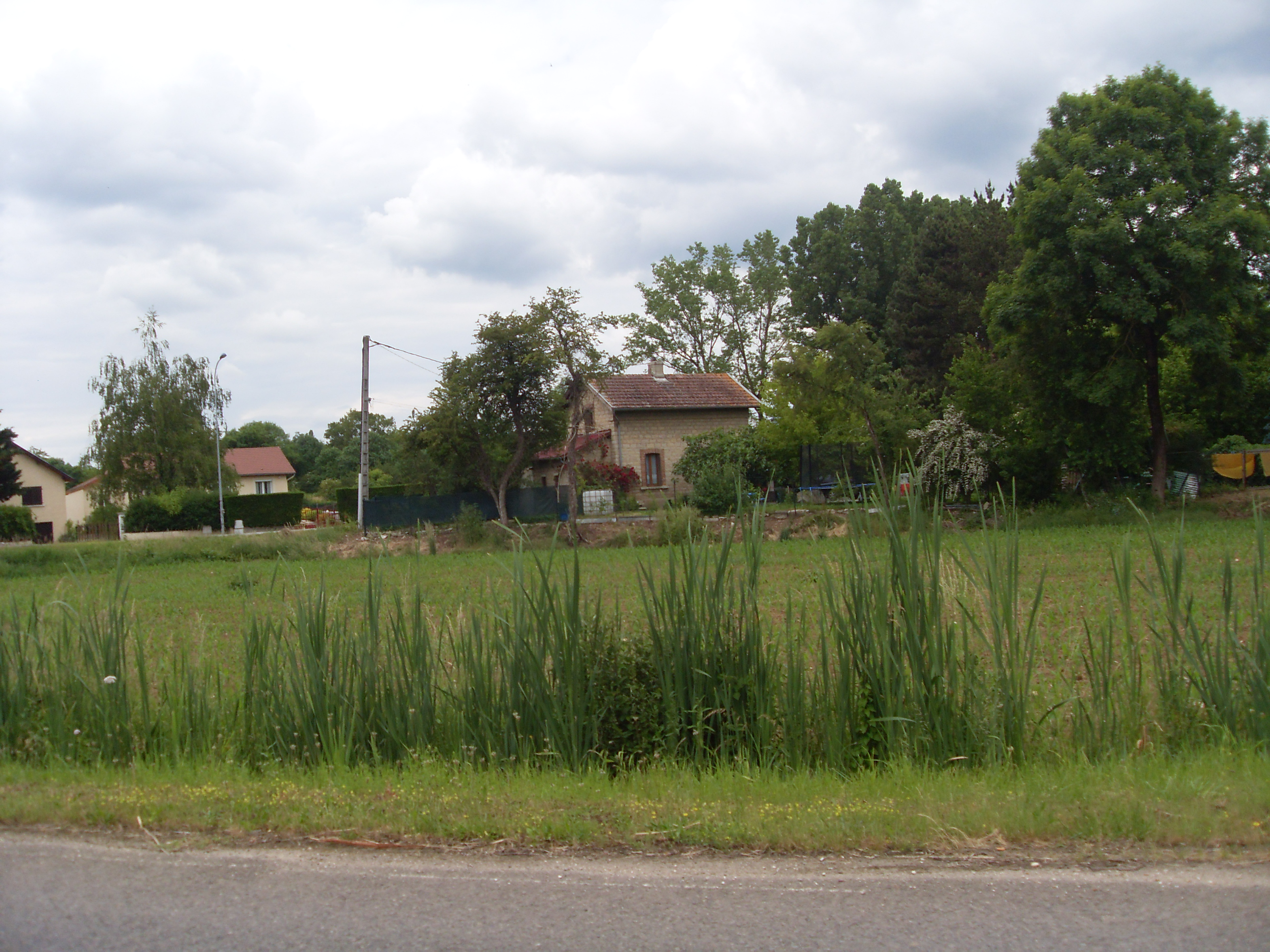
L'ancienne gare d'Amblagnieu.

En 1896 a été découvert un dépôt d'objets de bronze datant de la fin de l'âge du Bronze moyen (1400-1300 av. J.-C.) comportant, épingles, poignards, faucilles et haches issus d'un courant technique de l'Allemagne du Sud-Ouest (civilisation des Tumulus). Il y avait une enclume ce qui attesterait la présence d'un bronzier capable de produire sur place des pièces métalliques : c'est le début de la métallurgie dans la région.
Un deuxième dépôt, plus tardif, (Bronze final, VIIIe siècle av. J.-C.) rassemblait plusieurs haches à douille dans une fissure de rocher ouverte par une carrière, en bord du Rhône.

### Époque contemporaine
La commune a été l'un des terminus du chemin de fer de l'Est de Lyon de 1884 à 1957 (gare de Sous-Amblagnieu qui desservait la carrière de Porcieu).

## Politique et administration

### Rattachements administratifs et électoraux
La commune se trouve dans l'arrondissement de La Tour-du-Pin du département de l'Isère. Pour l'élection des députés, elle fait partie depuis 1988 de la sixième circonscription de l'Isère.
Elle faisait partie de 1801 à 1984 du canton de Crémieu, année où elle intègre le canton de Morestel. Dans le cadre du redécoupage cantonal de 2014 en France, ce canton, dont la commune est toujours membre, est modifié, passant de 18 à 25 communes.

### Intercommunalité
La commune faisait partie de la communauté de communes du Pays des Couleurs, créée fin 2000.
Celle-ci fusionne avec ses voisines pour former, le 1er janvier 2017, la communauté de communes Les Balcons du Dauphiné, dont est désormais membre la commune.

### Liste des maires
| Période                                  | Période                      | Identité             | Étiquette | Qualité                                                    |
| ---------------------------------------- | ---------------------------- | -------------------- | --------- | ---------------------------------------------------------- |
| Les données manquantes sont à compléter. |                              |                      |           |                                                            |
| 1983                                     | 1995                         | Georges Péju         |           |                                                            |
| juin 1995                                | avril 2014                   | Jean-Claude Buhagiar |           | Vice-président de la CC du Pays des Couleurs (2008 → 2014) |
| avril 2014                               | septembre 2017               | Olivier Georges      | UMP-LR    | Contremaître Démissionnaire                                |
| décembre 2017,                           | En cours (au 8 février 2018) | Nathalie Péju        | LR        |                                                            |

## Population et société

### Démographie
L'évolution du nombre d'habitants est connue à travers les recensements de la population effectués dans la commune depuis 1793. Pour les communes de moins de 10 000 habitants, une enquête de recensement portant sur toute la population est réalisée tous les cinq ans, les populations de référence des années intermédiaires étant quant à elles estimées par interpolation ou extrapolation. Pour la commune, le premier recensement exhaustif entrant dans le cadre du nouveau dispositif a été réalisé en 2004.

En 2022, la commune comptait 1 792 habitants, en évolution de +2,05 % par rapport à 2016 (Isère : +3,07 %, France hors Mayotte : +2,11 %).
| 1793 | 1800 | 1806 | 1821 | 1831 | 1836 | 1841 | 1846  | 1851  |
| ---- | ---- | ---- | ---- | ---- | ---- | ---- | ----- | ----- |
| 459  | 536  | 562  | 647  | 751  | 870  | 960  | 1 110 | 1 652 |

| 1856  | 1861  | 1866  | 1872  | 1876  | 1881  | 1886  | 1891  | 1896  |
| ----- | ----- | ----- | ----- | ----- | ----- | ----- | ----- | ----- |
| 1 210 | 1 217 | 1 214 | 1 182 | 1 170 | 1 289 | 1 290 | 1 311 | 1 459 |

| 1901  | 1906  | 1911  | 1921  | 1926  | 1931  | 1936  | 1946 | 1954 |
| ----- | ----- | ----- | ----- | ----- | ----- | ----- | ---- | ---- |
| 1 523 | 1 466 | 1 420 | 1 104 | 1 199 | 1 122 | 1 048 | 855  | 813  |

| 1962  | 1968  | 1975  | 1982  | 1990  | 1999  | 2004  | 2006  | 2009  |
| ----- | ----- | ----- | ----- | ----- | ----- | ----- | ----- | ----- |
| 1 003 | 1 105 | 1 096 | 1 099 | 1 086 | 1 251 | 1 389 | 1 445 | 1 556 |

| 2014  | 2019  | 2022  | - | - | - | - | - | - |
| ----- | ----- | ----- | - | - | - | - | - | - |
| 1 749 | 1 786 | 1 792 | - | - | - | - | - | - |

### Enseignement
La commune est rattachée à l'académie de Grenoble.

### Médias
Historiquement, le quotidien à grand tirage Le Dauphiné libéré consacre, chaque jour, y compris le dimanche, dans son édition du Nord-Isère, un ou plusieurs articles à l'actualité à la communauté de communes, ainsi que des informations sur les éventuelles manifestations locales, les travaux routiers, et autres événements divers à caractère local.
La commune est située sur l'aire de diffusion de radio Ici Isère, une radio publique qui émet sur tout le territoire du département de l'Isère.

### Cultes
La communauté catholique de Porcieu-Amblagnieu et l'église (propriété de la commune) dépendent de la paroisse « Saint-Pierre du Pays des Couleurs » qui regroupe vingt-sept églises de la région du nord-Isère.

## Culture locale et patrimoine

### Lieux et monuments
- Aménagement de Sault-Brénaz: barrage et usine hydroélectrique
- Île de la Serre et sa rivière artificielle d'eau vive
- Église Saint-André de Porcieu
- Église romane Saint-André-et-Saint-Laurent d'Amblagnieu du hameau d'Amblagnieu
- Le chemin de fer touristique du Haut-Rhône.
- Salle des Marinières : salle de spectacles d'une capacité maximale de 1430 personnes[28].

### Personnalités liées à la commune
- Élie Péju (1901-1969) résistant, cofondateur du mouvement Franc-Tireur, délégué national des MUR, Compagnon de la Libération[29]